# Jequiá da Praia
Jequiá da Praia là một đô thị ở bang Alagoas, Brasil. 
Dân số năm 2004 ước tính là 12.916 người.